# دانشگاه قم
دانشگاه قم یک دانشگاه دولتی در ایران، قم است که در سال ۱۳۵۸ تأسیس شد.

## تاریخچه
دانشگاه قم در اواخر سال ۱۳۵۸، با عنوان «مدرسه عالی تربیتی و قضایی» توسط سید محمد حسینی بهشتی و محمدجواد باهنر پایه‌گذاری شد و در سال ۱۳۵۹ در دو رشتهٔ کارشناسی علوم قضایی و دبیری الهیات دانشجو پذیرفت.
در ادامه فعالیت‌های آموزشی در سال ۱۳۶۹ طی مصوبه‌ای، مرکز تربیت مدرس دانشگاه قم آغاز به کار کرد و در تاریخ ۳۱ خرداد ۱۳۷۶ با تصویب شورای گسترش آموزش عالی مدرسهٔ عالی تربیتی و قضایی به دانشگاه قم تغییر کرد.
این مجموعه با ۶ رشتهٔ تحصیلی در مقطع کارشناسی، ۵ رشته در مقطع کارشناسی ارشد و یک رشته در مقطع دکترای تخصصی فعالیت خود را ادامه داد و اساسنامهٔ جدید دانشگاه قم در جلسه مورخ ۲۵ دی ۱۳۷۸ شورای گسترش آموزش عالی، به تصویب نهایی رسید و شمار رشته‌های این دانشگاه از ۱۲ رشته در سال ۱۳۷۶ به ۳۰ رشته در سال ۱۳۸۰ رسید، که از این میان ۱۸ رشته در مقطع کارشناسی، ۷ رشته در مقطع کارشناسی ارشد و ۵ رشته در مقطع دکترا، بوده است و هم‌اکنون دانشگاه قم دارای ۶ دانشکده و ۲۶ گروه آموزشی و بیش از ۵۰ رشته تحصیلی است.

مرکز تربیت مدرس با ۶ رشته در دو مقطع دکترا و کارشناسی ارشد و مرکز آموزش‌های الکترونیکی (مجازی) با دو رشته در مقطع کارشناسی ارشد، فعالیت می‌کنند.
دانشگاه قم از آغاز (سال ۱۳۵۹) تا ۱۳۸۸ به‌وسیلهٔ مهدی قاضی اداره می‌شد که پس از درگذشت او ادارهٔ دانشگاه را احمد بهشتی عهده‌دار شد. در اواخر سال ۱۳۹۱ با استعفای احمد بهشتی، عسگر دیرباز به عنوان رئیس دانشگاه انتخاب شد. هم‌اکنون احمدحسین شریفی ریاست این دانشگاه را برعهده دارد.

## دانشکده‌ها و گروه‌های آموزشی

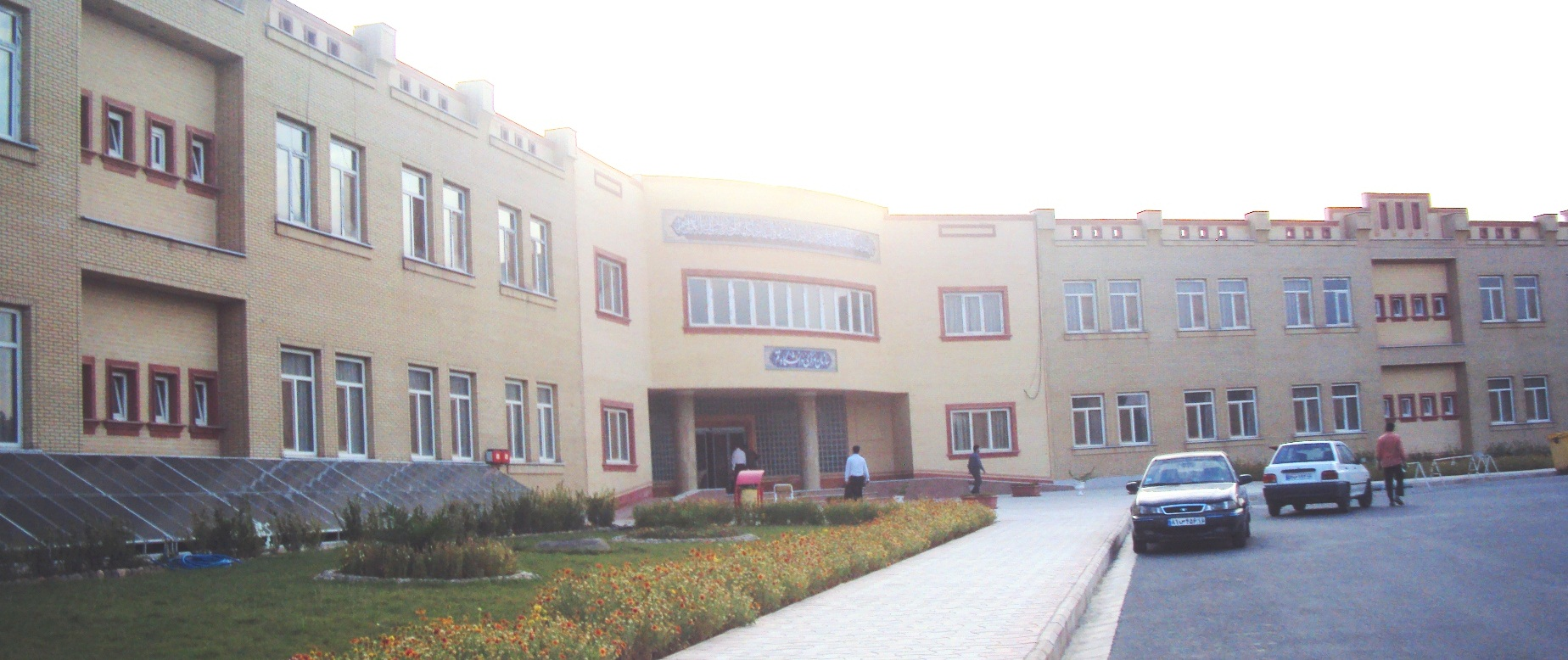
سازمان مرکزی دانشگاه قم

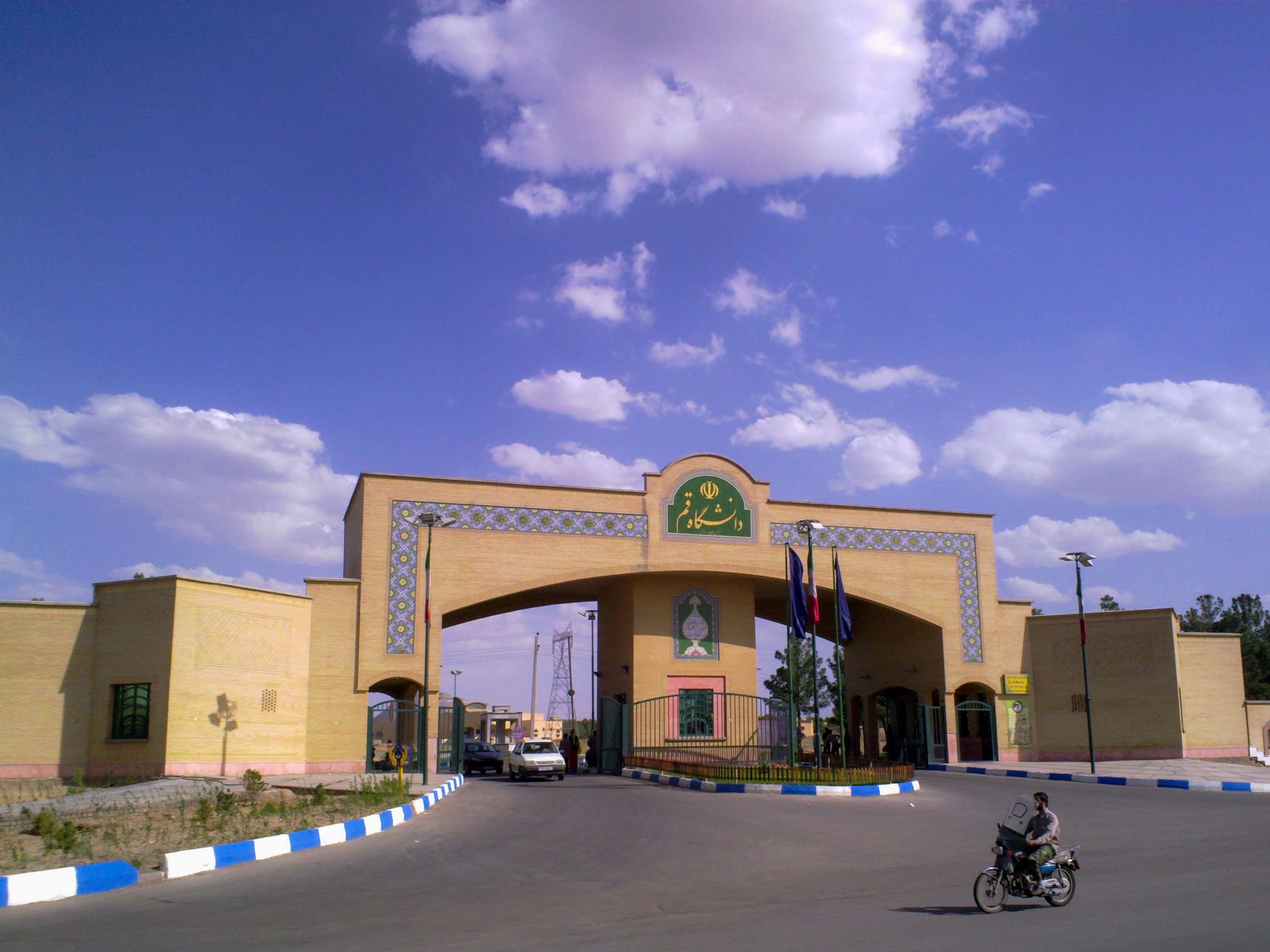
سردر دانشگاه قم

### دانشکده فنی و مهندسی
- گروه مهندسی کامپیوتر و فناوری اطلاعات
- گروه مهندسی عمران
- گروه مهندسی صنایع
- گروه مهندسی مکانیک
- گروه مهندسی معماری
- گروه مهندسی برق
- گروه مهندسی شیمی

### دانشکده علوم پایه
- گروه فیزیک
- گروه ریاضی
- گروه شیمی
- گروه آمار
- گروه زیست‌شناسی
- گروه علوم کامپیوتر

### دانشکده مدیریت و اقتصاد
- گروه مدیریت بازرگانی
- گروه مدیریت صنعتی
- گروه حسابداری
- گروه علوم اقتصادی

### دانشکدهٔ ادبیات و علوم انسانی
- گروه زبان و ادبیات فارسی
- گروه زبان و ادبیات انگلیسی
- گروه زبان و ادبیات عربی
- گروه علوم تربیتی
- گروه تربیت بدنی
- گروه علم اطلاعات و دانش‌شناسی

### دانشکده حقوق
- گروه حقوق عمومی و بین‌الملل
- گروه حقوق خصوصی
- گروه حقوق مالکیت فکری
- گروه حقوق و جزا و جرم‌شناسی

### دانشکده الهیات و معارف اسلامی
- گروه علوم قرآن و حدیث
- گروه فقه و مبانی حقوق اسلامی
- گروه فلسفه اخلاق
- گروه فلسفه و کلام اسلامی
- گروه معارف اسلامی
- گروه شیعه‌شناسی

## مراکز علمی و پژوهشی وابسته به دانشگاه قم
- مرکز رشد
- پژوهشکدهٔ سبز زیست‌محیطی
- پژوهشکدهٔ مدیریت و حقوق اسلامی
- پژوهشکدهٔ دین و سیاست‌گذاری
- گروه پژوهشی مدیریت منابع آب
- گروه پژوهشی سازه‌های سبک
- گروه پژوهشی بانوان

## امکانات رفاهی آموزشی
- خوابگاه پسران جمعاً با۴۰۰ نفر
- خوابگاه دختران با گنجایش بیش از ۹۰۰ نفر
- کتابخانه مرکزی که دارای بیش از ۴۹۹۰۸ عنوان کتاب فارسی و ۵۷۶۹ عنوان کتاب لاتین و ۴۰۸ عنوان نشریه به زبان‌های عربی، فارسی و انگلیسی است. از این تعداد ۱۰۷۲۰ عنوان کتاب فارسی و عربی، ۱۵۰۰ عنوان کتاب لاتین می‌باشد.
- کتابخانه دانشکده علوم پایه که دارای بیش از ۱۱۰۰۰ عنوان کتاب فارسی و لاتین و ۳۵۰۰ مقاله الکترونیکی لاتین می‌باشد.
- کتابخانه مرکز تربیت مدرس با۱۰۵۰۰ عنوان کتاب
- شبکهٔ اینترنت
- سالن ورزشی سرپوشیده
- پیست دو و میدانی
- زمین فوتبال و والیبال ساحلی
- زمین چمن
- رستوران غذاخوری
- مسجد
- استخر، سونا و جکوزی
- تالار بزرگ شیخ مفید (درجه۱)
- آمفی تئاتر شهید بهشتی (درجه۲)
- تالار شهید مطهری
- تالار اندیشه (ویژه نشست‌های تخصصی و اجرایی)
- تالار حکمت

## مراکز وابسته
- پژوهشکدهٔ الهیات اجتماعی
- پژوهشکدهٔ سبز زیست‌محیطی
- دفتر ارتباطات علمی و صنعتی
- مرکز رشد واحدهای فن‌آور
- مرکز کارآفرینی
- مرکز تربیت مدرس